# Sistema de preços livres
Um sistema de preços livres ou mecanismo de preços livres (informalmente designado por sistema de preços ou mecanismo de preços) é um mecanismo de alocação de recursos que se baseia em preços estabelecidos pela troca de oferta e procura. Os sinais de preços resultantes, comunicados entre produtores e consumidores, determinam a produção e a distribuição dos recursos. Por conseguinte, o sistema de preços livres raciona a oferta, distribui o rendimento e afeta os recursos. Um sistema de preços livres contrasta com um sistema de preços administrados, em que os preços são administrados pelo governo num mercado controlado. O sistema de preços, seja livre ou controlado, contrasta com o planejamento econômico físico e não monetário.

## Funcionamento

Um diagrama explicando a ideia de um sistema de preços livres

Num sistema de preços livres, os preços não são fixados por nenhuma agência ou instituição. Em vez disso, são determinados de forma descentralizada por transações que ocorrem em resultado de os preços pedidos pelos vendedores corresponderem aos preços de oferta dos compradores, resultantes de um juízo de valor subjetivo numa economia de mercado. Uma vez que os recursos dos consumidores são limitados num dado momento, os consumidores são relegados para a satisfação de desejos numa hierarquia descendente e licitam preços relativos à urgência de uma variedade de desejos. Esta informação sobre os valores relativos é comunicada, através de indicadores de preços, aos produtores cujos recursos são igualmente limitados. Por sua vez, são estabelecidos preços relativos para os serviços produtivos. O intercâmbio destes dois conjuntos de preços estabelece o valor de mercado e serve para orientar o racionamento de recursos, a distribuição de rendimentos e a alocação de recursos.
Os bens que atingem  os preços mais elevados (quando somados entre todos os indivíduos) proporcionam um incentivo para as empresas fornecerem esses bens numa hierarquia descendente de prioridade correspondente. Todavia, a ordem dessa hierarquia de desejos não é constante. As preferências dos consumidores se modificam. Quando as preferências do consumidor por um bem aumentam, a pressão de demanda aumenta o preço de um determinado bem à medida que este passa para uma posição mais elevada na hierarquia. Com preços mais elevados deste bem, aumenta-se a produção para satisfazer a procura, impulsionadas pela oportunidade de lucros mais elevados na satisfação desta nova preferência do consumidor. Dito de outro modo, o preço elevado envia um sinal de preço aos produtores. Isto faz com que os produtores aumentem a oferta, quer através do aumento da produção pelas mesmas empresas, quer através da entrada de novos negócios no mercado, o que reduz o preço e o incentivo ao lucro para o  aumento da oferta. Assim, o preço agora mais baixo fornece um sinal de preço aos produtores para diminuir a produção e, como resultado, evita-se um excedente.
Dado que os recursos são escassos (incluindo trabalho e capital), a oferta de outros bens diminuirá à medida que os recursos produtivos forem retirados de outras áreas de produção para serem aplicados no aumento da produção do bem que subiu na hierarquia das preferências do consumidor. Além disso, à medida que os recursos se tornam mais escassos, o preço aumenta, o que sinaliza aos consumidores para reduzirem o consumo, garantindo assim que a quantidade procurada não excede a quantidade fornecida. É desta forma que o sistema de preços livres convence os consumidores a racionar os recursos cada vez mais escassos. Conseqüentemente, a oferta e a demanda afetam o preço, enquanto ao mesmo tempo o preço afeta a oferta e a demanda. Se os preços permanecerem elevados porque os aumentos na oferta não conseguem acompanhar o ritmo da procura, então isto também sinaliza que outras empresas devem fornecer bens substitutos, a fim de aproveitarem as oportunidades de lucro.